# 苏联共产党莫斯科市委员会第一书记
苏联共产党莫斯科委员会第一书记是莫斯科市的最高权力职务，可以粗略的认为与市长相同。该职位随着十月革命创立于1917年10月10日，并于1991年8月24日废止，不过在当年六月该职务的大部分权利已经移交给了莫斯科市长。第一书记事实上一般都由政治局指定或为总书记自己。第一书记一职在苏联时期也有较大的影响力。

## 苏联共产党莫斯科委员会第一书记列表
| 姓名                               | 在任时间       | 在任时间       | 在世时间        |
| 姓名                               | 上任           | 卸任           | 在世时间        |
| ---------------------------------- | -------------- | -------------- | --------------- |
| Vadim Podbelskiy                   | 1917年11月10日 | 1918年4月12日  | 1887年-1920年   |
| Dominik Yefremov                   | 1918年4月12日  | 1918年9月7日   | 1883年-1925 年  |
| Vladimir Zagorsky                  | 1918年9月7日   | 1919年9月25日  | 1883年-1919年   |
| Dominik Yefremov                   | 1919年10月     | 1919年11月     | 1883年-1925年   |
| Aleksandr Myasnikov                | 1919年11月     | 1920年4月      | 1886年-1925年   |
| 奥西普·皮亚特尼茨基                | 1920年4月      | 1920年11月     | 1882年-1938 年  |
| Fedor Sergeyev (Artem)             | 1920年11月     | 1921年3月      | 1883年-1921年   |
| 伊萨克·阿布拉莫维奇·泽连斯基       | 1921年3月      | 1924年8月20日  | 1890年-1938年   |
| 尼古拉·亚历山大罗维奇·乌格拉诺夫   | 1924年8月20日  | 1928年11月27日 | 1886年-1937年   |
| 维亚切斯拉夫·米哈伊洛维奇·莫洛托夫 | 1928年11月27日 | 1929年8月15日  | 1890年-1986年   |
| 卡尔·亚诺维奇·鲍曼                 | 1929年8月15日  | 1930年7月12日  | 1892年-1937年   |
| 拉扎尔·卡冈诺维奇                  | 1930年7月12日  | 1934年1月      | 1893年-1991年   |
| 尼基塔·赫魯曉夫                    | 1934年1月      | 1938年1月27日  | 1894年-1971年   |
| Aleksandr Ugarov                   | 1938年2月11日  | 1938年9月19日  | 1900年-1939年   |
| 亚历山大·谢尔盖耶维奇·谢尔巴科夫   | 1938年12月2日  | 1945年5月10日  | 1901年-1945年   |
| 格奥尔基·米哈伊洛维奇·波波夫       | 1945年5月10日  | 1950年2月12日  | 1906年-1968年   |
| Ivan Rumyantsev                    | 1950年2月12日  | 1952年7月      | 1913年-1994年   |
| 伊万·瓦西里耶维奇·卡皮托诺夫       | 1952年8月      | 1954年3月29日  | 1915年-2002年   |
| 叶卡捷琳娜·阿列克谢耶夫娜·福尔采娃 | 1954年11月17日 | 1957年6月30日  | 1910年-1974年   |
| Vladimir Ustinov                   | 1957年6月30日  | 1960年 3月4日  | 1907年-1971年   |
| 彼得·德米切夫                      | 1960年3月4日,  | 1962年11月1日  | 1918年- 2010 年 |
| Nikolay Yegorychev                 | 1962年11月1日  | 1967年10月4日  | 1920年-2005 年  |
| 维克多·格里申                      | 1967年10月4日  | 1985年12月23日 | 1914年-1992年   |
| 鲍里斯·叶利钦                      | 1985年12月23日 | 1987年11月11日 | 1931年-2007 年  |
| 列夫·尼古拉耶维奇·扎伊科夫         | 1987年11月11日 | 1989年11月21日 | 1923年-2002年   |
| Yury Prokofyev                     | 1989年11月21日 | 1991年8月24日  | 1939年-         |